# Reichsstraße 395
Die Reichsstraße 395 (R 395) war bis 1945 eine Reichsstraße des Deutschen Reichs, die teilweise in Ostpreußen, teilweise auf 1939 annektiertem, zuvor polnischem Gebiet verlief. Die Straße begann in der heute als Nidzica bezeichneten Stadt, die damals den  Namen Neidenburg trug, wo sie von der damaligen Reichsstraße 389 abzweigte, und verlief auf der Trasse der derzeitigen DW 545 in südlicher Richtung nach Działdowo (Soldau), wo sie auf die damalige Reichsstraße 382 traf.
Die Gesamtlänge der früheren Reichsstraße betrug rund 23 Kilometer.